# Vela Kneža
Vela Kneža je nenaseljeni hrvatski jadranski otočić. Nalazi se uz sjevernu obalu otoka Korčule, kod rta Kneža, na najužem dijelu Pelješkog kanala. Administrativno pripada gradu Korčuli.
Njegova površina iznosi 0,037235 km². Dužina obalne crte iznosi 745 m., a iz mora se uzdiže 18 m.
Svjetionik na istočnoj obali otoka daje svjetlosni signal B Bl(2) 6s, a nazivni domet mu je 8 milja.